# Merope (Tochter des Helios)
Merope (altgriechisch Μερόπη Merópē, deutsch ‚die Frau mit dem abgewendeten Gesicht‘) ist in der griechischen Mythologie eine der Heliaden, Tochter des Helios und der Klymene sowie Schwester des Phaethon. 
Der Name Merope wurde gelegentlich auch für Klymene Merops verwendet. In diesem Fall ist sie die Frau des Merops und Phaeton ihr Sohn. 
Der Name könnte sich auf den Lauf der Sonne auf der Ekliptik beziehen, aber auch auf die Sonnenwenden (Heliotropium). Von Dichtern wurde er mit der Stadt Merope in Äthiopien in Verbindung gebracht, deren Einwohner der Sage nach durch die ungeschickte Fahrt Phaetons mit dem Sonnenwagen geschwärzt wurden.